# Simon Davies (labdarúgó, 1974)
Simon Davies (Winsford, 1974. április 23. –) walesi labdarúgó.

## Külső hivatkozások
- Simon Davies pályafutásának statisztikái a Soccerbase oldalon (angolul)

## Fordítás
- Ez a szócikk részben vagy egészben  a   Simon Davies (footballer born 1974) című angol Wikipédia-szócikk fordításán alapul.  Az eredeti cikk szerkesztőit annak laptörténete sorolja fel. Ez a jelzés csupán a megfogalmazás eredetét és a szerzői jogokat jelzi, nem szolgál a cikkben szereplő információk forrásmegjelöléseként.